# Алан Стейси
Алан Стейси (на английски: Alan Stacey) е бивш британски автомобилен състезател, пилот от Формула 1. Роден на 19 август 1933 г. в Брумфийлд, Великобритания.

## Формула 1
Алан Стейси прави своя дебют във Формула 1 в Голямата награда на Великобритания през 1958 г. В световния шампионат записва 7 състезания като не успява да спечели точки, състезава се само за отбора на Лотус.
Загива трагично по време на състезанието през 1960 Белгия.